# هيو روبرتسون (كرة سلة)
هيو روبرتسون (بالإنجليزية: Hugh Robertson)‏ مواليد 15 سبتمبر 1989 في ماكون، هو لاعب كرة سلة أمريكي. بدأ مسيرته الاحترافية في سنة 2012. يلعب في الدوري اليوناني لكرة السلة. يبلغ طوله 6 قدم 6 بوصة (2.0 م).

## المسيرة الاحترافية
لعب مع نادي هوبسي بولزلا لكرة السلة من سنة 2012 إلى 2014، ثم لعب مع نادي دومجاله لكرة السلة في موسم 2015–2016، ثم لعب مع راين ستارز كولن في موسم 2016–2017.

## روابط خارجية
- هيو روبرتسون (كرة سلة) على موقع كرة السلة الأوروبية.كوم (الإنجليزية)
- هيو روبرتسون (كرة سلة) على موقع كلية كرة السلة في سبورتس رفرنس.كوم (الإنجليزية)
- هيو روبرتسون (كرة سلة) على موقع ريلجم (الإنجليزية)
- هيو روبرتسون (كرة سلة) على موقع بروبوليرز (الإنجليزية)
- هيو روبرتسون (كرة سلة) على موقع سبورتس رفرنس (الإنجليزية)